# Ereklasse rugby
Ereklasse – organizowany przez Nederlandse Rugby Bond najwyższy poziom męskich rozgrywek ligowych rugby union w Holandii. Zmagania toczą się cyklicznie (co sezon) systemem kołowym jako mistrzostwa kraju i przeznaczone są dla dwunastu najlepszych holenderskich klubów. Zwycięzca ligi zostaje jednocześnie mistrzem Holandii, zaś najsłabsza drużyna relegowana jest do Eerste Klasse.

## Mistrzowie Holandii
Lista mistrzów Holandii:
| Sezon   | Zwycięzca                                                 |
| ------- | --------------------------------------------------------- |
| 1935-36 | Amsterdamse Rugby Voetbal Club                            |
| 1936-37 | Amsterdamse Rugby Voetbal Club                            |
| 1937-38 | Delftsche Studenten Rugby-Club                            |
| 1938-39 | Delftsche Studenten Rugby-Club                            |
| 1939-40 | Amsterdamse AC Rugby                                      |
| 1940-41 | nie odbyły się                                            |
| 1941-42 | nie odbyły się                                            |
| 1942-43 | nie odbyły się                                            |
| 1943-44 | nie odbyły się                                            |
| 1944-45 | Amsterdamse AC Rugby                                      |
| 1945-46 | Amsterdamse AC Rugby                                      |
| 1946-47 | Rotterdamse Rugby Club                                    |
| 1947-48 | Delftsche Studenten Rugby-Club                            |
| 1948-49 | Amsterdamse AC Rugby                                      |
| 1949-50 | Delftsche Studenten Rugby-Club                            |
| 1950-51 | Delftsche Studenten Rugby-Club                            |
| 1951-52 | Rugby Club 't Gooi                                        |
| 1952-53 | Delftsche Studenten Rugby-Club                            |
| 1953-54 | Amsterdamse AC Rugby                                      |
| 1954-55 | Amsterdamse AC Rugby                                      |
| 1955-56 | Amsterdamse AC Rugby                                      |
| 1956-57 | Rugby Club Hilversum                                      |
| 1957-58 | Rugby Club Hilversum                                      |
| 1958-59 | Rugby Club Hilversum                                      |
| 1959-60 | Rugby Club Hilversum                                      |
| 1960-61 | Amsterdamse AC Rugby                                      |
| 1961-62 | Rugby Club Hilversum                                      |
| 1962-63 | Te Werve Rugby Club                                       |
| 1963-64 | Amsterdamse AC Rugby                                      |
| 1964-65 | Rugby Club Hilversum                                      |
| 1965-66 | Haagsche Rugby Club                                       |
| 1966-67 | Haagsche Rugby Club                                       |
| 1967-68 | Haagsche Rugby Club                                       |
| 1968-69 | Amsterdamse AC Rugby                                      |
| 1969-70 | Haagsche Rugby Club                                       |
| 1970-71 | Haagsche Rugby Club                                       |
| 1971-72 | Haagsche Rugby Club                                       |
| 1972-73 | Haagsche Rugby Club                                       |
| 1973-74 | Rugby Club Hilversum                                      |
| 1974-75 | Rugby Club Hilversum                                      |
| 1975-76 | Rugby Club Hilversum                                      |
| 1976-77 | Amsterdamse AC Rugby                                      |
| 1977-78 | Haagsche Rugby Club                                       |
| 1978-79 | nie odbyły się                                            |
| 1979-80 | Haagsche Rugby Club                                       |
| 1980-81 | Leidse Rugby Club DIOK                                    |
| 1981-82 | Rugby Club Hilversum                                      |
| 1982-83 | Rugby Club Hilversum                                      |
| 1983-84 | Rugby Club Hilversum                                      |
| 1984-85 | Haagsche Rugby Club                                       |
| 1985-86 | Rugby Club Hilversum                                      |
| 1986-87 | Castricumse Rugby Club                                    |
| 1987-88 | Castricumse Rugby Club                                    |
| 1988-89 | Leidse Rugby Club DIOK                                    |
| 1989-90 | Leidse Rugby Club DIOK                                    |
| 1990-91 | Leidse Rugby Club DIOK                                    |
| 1991-92 | Leidse Rugby Club DIOK                                    |
| 1992-93 | Leidse Rugby Club DIOK                                    |
| 1993-94 | Leidse Rugby Club DIOK                                    |
| 1994-95 | Leidse Rugby Club DIOK                                    |
| 1995-96 | Leidse Rugby Club DIOK                                    |
| 1996-97 | Leidse Rugby Club DIOK                                    |
| 1997-98 | Leidse Rugby Club DIOK                                    |
| 1998-99 | Haagsche Rugby Club                                       |
| 1999-00 | Castricumse Rugby Club                                    |
| 2000-01 | Haagsche Rugby Club                                       |
| 2001-02 | Haagsche Rugby Club                                       |
| 2002-03 | Castricumse Rugby Club                                    |
| 2003-04 | Castricumse Rugby Club                                    |
| 2004-05 | Castricumse Rugby Club                                    |
| 2005-06 | Castricumse Rugby Club                                    |
| 2006-07 | Castricumse Rugby Club                                    |
| 2007-08 | Rugbyclub The Dukes                                       |
| 2008-09 | Rugby Club 't Gooi                                        |
| 2009-10 | Rugby Club Hilversum                                      |
| 2010-11 | Rugby Club Hilversum                                      |
| 2011-12 | Rugby Club Hilversum                                      |
| 2012-13 | Rugby Club 't Gooi                                        |
| 2013-14 | Haagsche Rugby Club                                       |
| 2014-15 | Rugby Club Hilversum                                      |
| 2015-16 | Rugby Club Hilversum                                      |
| 2016-17 | Rugby Club Hilversum                                      |
| 2017-18 | Rugby Club 't Gooi                                        |
| 2018-19 | Rugby Club DIOK                                           |
| 2019-20 | sezon przerwany i nieukończony z powodu pandemii COVID-19 |
| 2020-21 | sezon nierozegrany z powodu pandemii COVID-19             |
| 2021-22 | Rugby Club DIOK                                           |
| 2022-23 | Rugby Club Eemland                                        |
| 2022-23 | Rugby Club 't Gooi                                        |